# Birtukan Mideksa
Birtukan Mideksa (ou Birtukan Midekssa, née en 1975) est une femme politique éthiopienne et ancienne juge de paix. 

## Biographie
Cheffe du parti d'opposition UDJ (Unity for Democracy and Justice (en)), elle est accusée de tentative de coup d'État et d'atteinte à la constitution après les élections de 2005. Elle est emprisonnée et condamnée à perpétuité, puis graciée en 2007. Elle est à nouveau arrêtée et incarcérée en 2008, après que sa grâce est révoquée. Sa ré-arrestation serait due au fait qu'elle ait nié s'être amendée de ses actions passées et avoir demandé le pardon officiel.
Considérée alors par l'ONU comme prisonnière politique, elle est parfois surnommée « Mandela d'Éthiopie » et comparée à Aung San Suu Kyi. En décembre 2009, Amnesty International lance une campagne pour sa libération. En octobre 2010, elle est graciée par le président Girma Wolde-Giorgis.
Elle s'installe aux États-Unis, mais revient en Éthiopie en novembre 2018 à l'invitation du Premier ministre réformateur Abiy Ahmed, qui lui propose le poste de directrice de la commission électorale. Dans le cadre de réformes démocratiques, il souhaite que ce poste revienne à une figure de l'opposition. Birtukan Mideksa juge cette invitation « vraiment significative » et accepte.